# Opius pilosicornis
Opius pilosicornis är en stekelart som beskrevs av Fischer 1965. Opius pilosicornis ingår i släktet Opius och familjen bracksteklar. Inga underarter finns listade i Catalogue of Life.